# Trimma tauroculum
Trimma tauroculum är en fiskart som beskrevs av Richard Winterbottom och Zur 2007. Trimma tauroculum ingår i släktet Trimma och familjen smörbultsfiskar. Inga underarter finns listade i Catalogue of Life.